# Consell Constitucional
El Consell Constitucional (en francès: Conseil constitutionnel) és la màxima autoritat constitucional de França. Va ser creada per la Constitució de la V República el 4 d'octubre de 1958 per a vetllar pel compliment dels principis i normes constitucionals. Té la seu en el Palau Reial, a París. La seva activitat principal és pronunciar-se sobre la conformitat dels projectes de llei amb la Constitució, una vegada votats pel Parlament i abans que el President de la República els converteixi en llei (control a priori).
Des de l'1 de març de 2010, els ciutadans individuals que són part en un judici o una demanda poden sol·licitar que el Consell revisi si la llei aplicada en el cas és constitucional (revisió a posteriori). En 1971, el Consell va dictaminar que la conformitat amb la Constitució implica també la conformitat amb altres dos textos esmentats en el preàmbul de la Constitució, la Declaració dels Drets de l'Home i del Ciutadà i el preàmbul de la Constitució de la Quarta República, que enumeren tots dos drets constitucionals.
Els mitjans de comunicació i el públic en general, així com els propis documents del Consell, es refereixen sovint als seus membres com les sages («els savis). El teòric del dret Arthur Dyevre assenyala que això «tendeix a fer semblar imprudents als qui s'atreveixen a criticar-los».